# روبرت ألدن
روبرت ألدن (بالإنجليزية: Robert Alden)‏ هو رجل دين أمريكي، ولد في 14 يناير 1836 في وندسور في الولايات المتحدة، وتوفي في 6 مايو 1911 في تشيستر في الولايات المتحدة.